# Paroníquia de roca
La paroníquia de roca, Paronychia kapela, és una espècie de planta cariofil·làcia.

## Descripció
Planta reptant de 5 a 15 cm de llargada. Fulles ovades, el·líptiques o lanceolades, molt ciliades. Glomèruls florals de 7-10 mm de diàmetre, flors blanques d'1,5-2,5 mm. Floreix de maig a juliol.

## Hàbitat

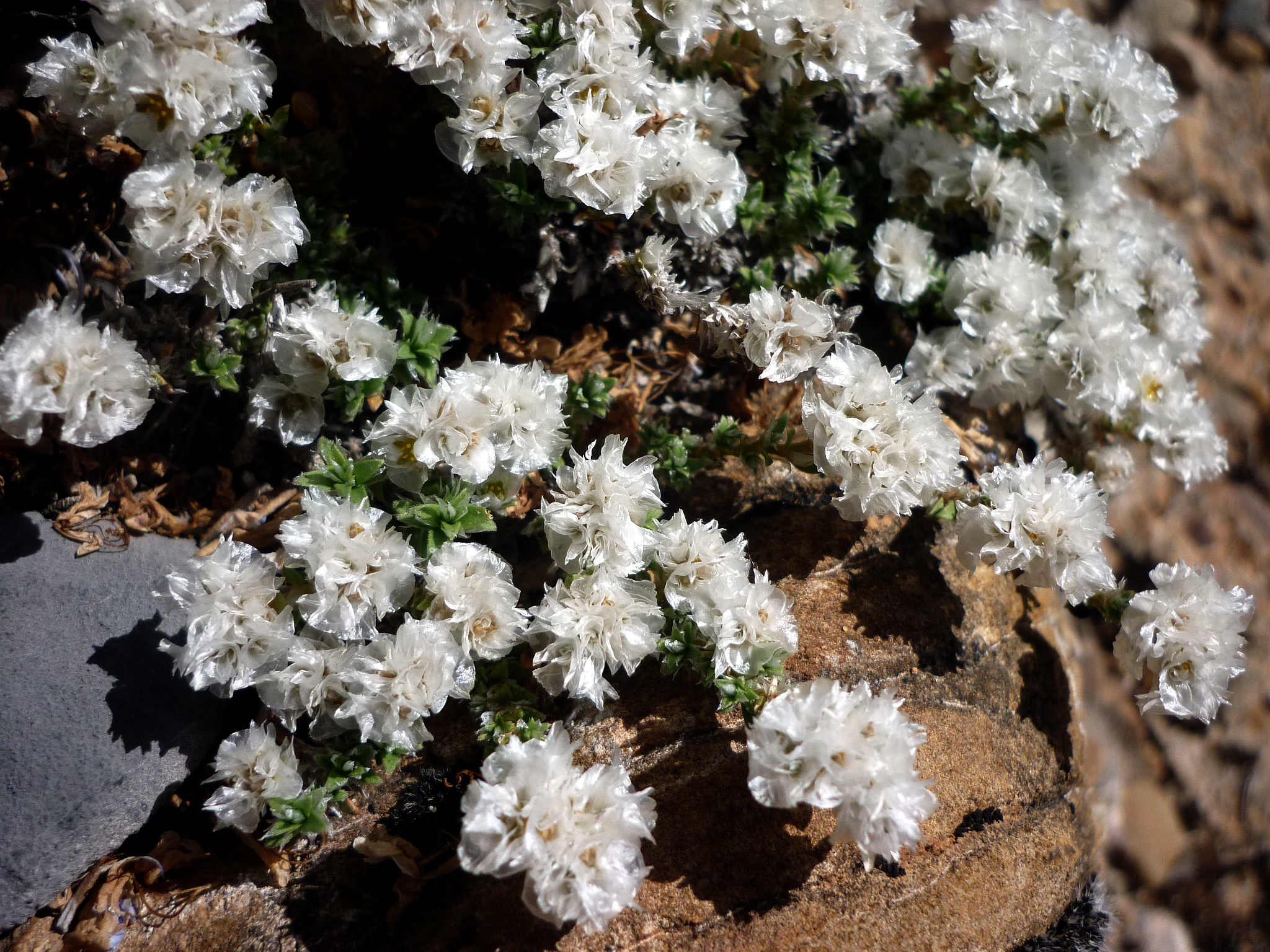
Paroníquia de roca a la Baronia de Rialb, al vessant sud del Prepirineu català

Distribució com oròfita circummediterrània, incloent Catalunya i el País Valencià, entre els 800 i els 2680 m d'altitud. Viu en pasturatges rocosos secs i calcaris.